# 沙蒂永 (意大利)
沙蒂永（法語：Châtillon，法語發音：[ʃatijɔ̃] ⓘ）是意大利瓦莱达奥斯塔大区的一个市镇。总面积39.77平方公里，人口4917人，人口密度123.6人/平方公里（2009年）。ISTAT代码为007020。